# Jangphjong állomás (Jongdungpho)
Jangphjong (Yangpyeong) állomás a szöuli metró 5-ös vonalának állomása, mely Jongdungpho-ku (Yeongdeungpo-gu) kerületben található.

## Viszonylatok
| 5-ös vonal                               | 5-ös vonal | 5-ös vonal                                                                                           |
| ---------------------------------------- | ---------- | --- |
| Omokkjo (Omokgyo) Panghva (Banghwa) felé | fő vonal   | Jongdungpho-ku cshong (Yongdeungpo-gu cheong) Szangil-tong (Sangil-dong) vagy Macshon (Macheon) felé |